# David Silva
David Josué Jiménez Silva (Arguineguín, 1986. január 8. –) világ- és Európa-bajnok spanyol válogatott labdarúgó, legutóbb a Real Sociedad támadó középpályása volt.
Sokoldalú játékos, többnyire a középpálya bal oldalán vetik be, de jó teljesítményre képes karmesterként és csatárként is. Sokszor hasonlítják Pablo Aimarhoz, akire nemcsak testalkatában, hanem játékában is hasonlít. A Valenciánál Silva örökölte Aimar mezszámát, a 21-est is.

## Pályafutása

### Klubcsapatokban
Arguineguín város helyi klubjában kezdett el futballozni, de 14 évesen a Valencia CF tehetségkutatói felfigyeltek rá, és elcsábították a patinás egyesülethez. A 2003–2004-es idényben már a klub tartalékjai között futballozott a spanyol negyedik vonalban.

### Valencia
David Silva az SD Eibarban mutatkozott be a profiknál, ugyanis a Valencia még ifi korában kölcsönadta a csapatnak. Itt rögtön meghatározó játékos lett.
A következő idényben megint kölcsönben futballozott, de immár a Primera Divisiónban, mégpedig a Celta Vigo együttesében.
2006 nyarán aztán a Valencia végleg visszahívta, és Silva gyorsan alapemberré vált. A 2007-ben Bajnokok Ligájában látványos gólt rúgott a Chelsea FC-nek, és több angol klub is csábította, de 2007. június 21-én aláírt egy hétéves szerződést a Valenciánál. Stabil helye volt a kezdőcsapatban, és olyan játékosok mellett játszhatott, mint David Villa, Joaquín, Éver Banega.
A 2009-10-es szezonban egyéni gólcsúcsot döntött: 8 gólt szerzett a bajnokságban.

### Manchester City
2010. június 30-án a Manchester City bejelentette, hogy megállapodást kötött a Valencia CF-fel Silva átigazolásáról, négy évre írt alá. A 21-es számot kapta meg, amit a Valenciában is viselt.
2010. augusztus 14-én debütált a Premier League-ben a Tottenham Hotspur ellen a White Hart Lane-en. Szeptember 16-án, a nyolcadik percben, a Bajnokok Ligája csoportkörében a FC Red Bull Salzburg ellen is betalált. Október 17-én megszerezte az első bajnoki gólját a Blackpool FC ellen. Három alkalommal lett a hónap játékosa a Citynél: októberben, novemberben és decemberben.

### Real Sociedad
2020. augusztus 17-én a Real Sociedad nagy meglepetésre leigazolta Silvát. A Lazio volt a favorit a leigazolásában, de végül Spanyolországot választotta.
2023. július 27-én a közösségi oldalain videóban jelentette be, hogy visszavonul.

### A spanyol válogatottban
2004 nyarán U19-es Európa-bajnokságot nyert. 2005-ben szerepelt a FIFA U21-es Világbajnokságon, ahol 4. lett a góllövőlistán. A felnőtt válogatottban 2006. november 15-én mutatkozott be Románia ellen. Az első két válogatottbeli gólját a görögök ellen szerezte 2007. augusztus 22-én. A 2008-as Európa-bajnokságon aranyérmet szerzett a spanyol válogatott színeiben, valamint ő szerezte a harmadik gólt az Oroszország elleni elődöntőben. Tagja volt a 2010-es labdarúgó-világbajnokságot megnyerő keretnek.

## Sikerei, díjai

### Klub
- Valencia
- Spanyol kupagyőztes (1): 2007–08
- Manchester City
- Angol bajnok (4): 2011–12, 2013–14, 2017–18, 2018–19
- Angol kupagyőztes (2): 2010–11, 2018–19
- – döntős: 2012–13
- Angol ligakupa–győztes (4): 2014, 2016, 2018, 2019, 2020
- Angol szuperkupa–győztes (3): 2012, 2018, 2019
- Real Sociedad
- Spanyol kupagyőztes (1): 2019–2020

### Spanyolország U17
- U17-es világbajnokság – döntős: 2003
- U17-es Európa-bajnokság – döntős: 2003

### Spanyolország U19
- U19-es Európa-bajnok: 2004

### Spanyolország
- Világbajnok (1): 2010
- Európa-bajnok (2): 2008, 2012
- Konföderációs kupa:
- Döntős: 2013
- Bronzérmes: 2009

### Egyéni
- U17-es Világbajnokság – Bronze Ball: 2003
- Pedro Zaballa-díj: 2005
- Premier league – A hónap játékosa: 2011 szeptember
- PFA – Az év csapata: 2011–12, 2017–18
- Európa-bajnokság – A torna csapata: 2012
- ESM – Az év csapata: 2017-18
- Premier League – legtöbb gólpassz: 2011-12
- Manchester City – Az év játékosa: 2011–12
- Manchester City – A hónap játékosa: 2010 október, 2010 november, 2010 december, 2011 szeptember, 2014 március, 2014 december, 2015 február,  2015 augusztus, 2017 január
- FIFA FIFPro World XI -5th team: 2015, 2016, 2018
- Manchester City – a szezon játékosa: 2016–17

### Érmek
- Kanári-aranyérem: 2010
- A sportos érdemek királyi rendjének aranyérme: 2011

## Statisztika

### Klub
Legutóbb 2020. december 3-án lett frissítve.
| Klub            | Szezon                   | League                   | League | League | Nemzeti kupa | Nemzeti kupa | Nemzetközi kupa | Nemzetközi kupa | Ligakupa | Ligakupa | Egyéb | Egyéb | Összesen | Összesen |
| Klub            | Szezon                   | Bajnokság                | Mérk.  | Gólok  | Mérk.        | Gólok        | Mérk.           | Gólok           | Mérk.    | Gólok    | Mérk. | Gólok | Mérk.    | Gólok    |
| --------------- | ------------------------ | ------------------------ | ------ | ------ | ------------ | ------------ | --------------- | --------------- | -------- | -------- | ----- | ----- | -------- | -------- |
| Valencia B      | 2003–04                  | Segunda División B       | 14     | 1      | —            | —            | —               | —               | —        | —        | —     | —     | 14       | 1        |
| Eibar           | 2004–05                  | Segunda División         | 35     | 4      | 0            | 0            | —               | —               | —        | —        | —     | —     | 35       | 4        |
| Celta Vigo      | 2005–06                  | La Liga                  | 34     | 4      | 4            | 0            | —               | —               | —        | —        | —     | —     | 38       | 4        |
| Valencia        | 2006–07                  | La Liga                  | 36     | 4      | 4            | 2            | 11              | 3               | —        | —        | —     | —     | 51       | 9        |
| Valencia        | 2007–08                  | La Liga                  | 34     | 5      | 8            | 1            | 8               | 1               | —        | —        | —     | —     | 50       | 7        |
| Valencia        | 2008–09                  | La Liga                  | 19     | 4      | 3            | 0            | 3               | 1               | —        | —        | 2     | 1     | 27       | 6        |
| Valencia        | 2009–10                  | La Liga                  | 30     | 8      | 2            | 1            | 8               | 1               | —        | —        | —     | —     | 40       | 10       |
| Valencia        | Valencia összesen        | Valencia összesen        | 119    | 21     | 17           | 4            | 30              | 6               | —        | —        | 2     | 1     | 168      | 31       |
| Manchester City | 2010–11                  | Premier League           | 35     | 4      | 7            | 1            | 10              | 1               | 1        | 0        | —     | —     | 53       | 6        |
| Manchester City | 2011–12                  | Premier League           | 36     | 6      | 1            | 0            | 10              | 2               | 1        | 0        | 1     | 0     | 49       | 8        |
| Manchester City | 2012–13                  | Premier League           | 32     | 4      | 5            | 1            | 3               | 0               | 0        | 0        | 1     | 0     | 41       | 5        |
| Manchester City | 2013–14                  | Premier League           | 27     | 7      | 3            | 0            | 6               | 1               | 4        | 0        | —     | —     | 40       | 8        |
| Manchester City | 2014–15                  | Premier League           | 32     | 12     | 2            | 0            | 6               | 0               | 1        | 0        | 1     | 0     | 42       | 12       |
| Manchester City | 2015–16                  | Premier League           | 24     | 2      | 0            | 0            | 8               | 2               | 4        | 0        | —     | —     | 36       | 4        |
| Manchester City | 2016–17                  | Premier League           | 34     | 4      | 4            | 2            | 7               | 1               | 0        | 0        | —     | —     | 45       | 7        |
| Manchester City | 2017–18                  | Premier League           | 29     | 9      | 2            | 0            | 7               | 0               | 2        | 1        | —     | —     | 40       | 10       |
| Manchester City | 2018–19                  | Premier League           | 33     | 6      | 5            | 1            | 9               | 3               | 3        | 0        | 0     | 0     | 50       | 10       |
| Manchester City | 2019–20                  | Premier League           | 27     | 6      | 5            | 0            | 4               | 0               | 3        | 0        | 1     | 0     | 40       | 6        |
| Manchester City | Manchester City összesen | Manchester City összesen | 309    | 60     | 34           | 5            | 70              | 11              | 19       | 1        | 4     | 0     | 436      | 77       |
| Real Sociedad   | 2020–21                  | La Liga                  | 9      | 1      | 0            | 0            | 4               | 0               | 0        | 0        | 0     | 0     | 13       | 1        |
| Teljes karrier  | Teljes karrier           | Teljes karrier           | 520    | 90     | 55           | 9            | 104             | 17              | 19       | 1        | 6     | 1     | 704      | 118      |

1. ↑  Magában foglalja a  Spanyol kupán és az FA-kupán való pályára lépeseit.
2. ↑  Magában foglalja a Bajnokok ligája és az Európa-ligán való pályára lépeseit.
3. ↑  Magában foglalja a EFL kupán való pályára lépeseit.
4. ↑  Magában foglalja az Angol szuperkupán és a spanyol szuperkupán való pályára lépeseit.

### A válogatottban
| Nemzeti csapat | Év       | Mérk. | Gólok |
| -------------- | -------- | ----- | ----- |
| Spanyolország  |          |       |       |
| 2006           | 1        | 0     |       |
| 2007           | 10       | 2     |       |
| 2008           | 9        | 1     |       |
| 2009           | 12       | 3     |       |
| 2010           | 12       | 4     |       |
| 2011           | 10       | 4     |       |
| 2012           | 15       | 4     |       |
| 2013           | 8        | 2     |       |
| 2014           | 10       | 2     |       |
| 2015           | 7        | 1     |       |
| 2016           | 15       | 5     |       |
| 2017           | 9        | 7     |       |
| 2018           | 7        | 0     |       |
| Összesen       | Összesen | 125   | 35    |

### Góljai a válogatottban
| #  | Dátum               | Helyszín                                             | Mérk. | Ellenfél            | Gól  | Végeredmény | Verseny                            |
| -- | ------------------- | ---------------------------------------------------- | ----- | ------------------- | ---- | ----------- | ---------------------------------- |
| 1  | 2007. augusztus 22. | Toumba Stadion, Szaloniki, Görögország               | 6     | Görögország         | 2–2  | 3–2         | Barátságos mérkőzés                |
| 2  | 2007. augusztus 22. | Toumba Stadion, Szaloniki, Görögország               | 6     | Görögország         | 3–2  | 3–2         | Barátságos mérkőzés                |
| 3  | 2008. június 26.    | Ernst Happel Stadion, Bécs, Ausztria                 | 18    | Oroszország         | 3–0  | 3–0         | 2008-as Európa-bajnokság           |
| 4  | 2009. szeptember 5. | Riazor Stadion, A Coruña, Spanyolország              | 28    | Belgium             | 1–0  | 5–0         | 2010-es világbajnokság-selejtező   |
| 5  | 2009. szeptember 5. | Riazor Stadion, A Coruña, Spanyolország              | 28    | Belgium             | 4–0  | 5–0         | 2010-es világbajnokság-selejtező   |
| 6  | 2009. október 14.   | Bilino Polje Stadion, Zenica, Bosznia-Hercegovina    | 30    | Bosznia-Hercegovina | 2–0  | 5–2         | 2010-es világbajnokság-selejtező   |
| 7  | 2010. június 8.     | Estadio de La Condomina, Murcia, Spanyolország       | 36    | Lengyelország       | 2–0  | 6–0         | Barátságos mérkőzés                |
| 8  | 2010. augusztus 11. | Estadio Azteca, Mexikóváros, Mexikó                  | 39    | Mexikó              | 1–1  | 1–1         | Barátságos mérkőzés                |
| 9  | 2010. szeptember 3. | Rheinpark Stadion, Vaduz, Liechtenstein              | 40    | Liechtenstein       | 4–0  | 4–0         | UEFA Euro 2012 qualifying          |
| 10 | 2010. október 8.    | Helmántico Stadium, Salamanca, Spain                 | 42    | Litvánia            | 3–1  | 3–1         | UEFA Euro 2012 qualifying          |
| 11 | 2011. február 9.    | Santiago Bernabéu, Madrid, Spanyolország             | 45    | Kolumbia            | 1–0  | 1–0         | Barátságos mérkőzés                |
| 12 | 2011. október 11.   | Estadio José Rico Pérez, Alicante, Spanyolország     | 52    | Skócia              | 1–0  | 3–1         | 2012-es Európa-bajnokság-selejtező |
| 13 | 2011. október 11.   | Estadio José Rico Pérez, Alicante, Spanyolország     | 52    | Skócia              | 2–0  | 3–1         | 2012-es Európa-bajnokság-selejtező |
| 14 | 2011. november 15.  | Estadio Nacional de Costa Rica, San José, Costa Rica | 54    | Costa Rica          | 1–2  | 2–2         | Barátságos mérkőzés                |
| 15 | 2012. február 29.   | La Rosaleda, Málaga, Spanyolország                   | 55    | Venezuela           | 2–0  | 5–0         | Barátságos mérkőzés                |
| 16 | 2012. június 3.     | Estadio de La Cartuja, Sevilla, Spanyolország        | 58    | Chile               | 1–0  | 1–0         | Barátságos mérkőzés                |
| 17 | 2012. június 14.    | Stadion Energa Gdańsk, Gdańsk, Lengyelország         | 60    | Írország            | 2–0  | 4–0         | 2012-es Európa-bajnokság           |
| 18 | 2012. július 1.     | Olimpiai Stadion, Kijev, Ukrajna                     | 65    | Olaszország         | 1–0  | 4–0         | 2012-es Európa-bajnokság-döntő     |
| 19 | 2013. június 20.    | Maracanã Stadion, Rio de Janeiro, Brazília           | 74    | Tahiti              | 2–0  | 10–0        | 2013-as konföderációs kupa         |
| 20 | 2013. június 20.    | Maracanã Stadion, Rio de Janeiro, Brazília           | 74    | Tahiti              | 10–0 | 10–0        | 2013-as konföderációs kupa         |
| 21 | 2014. szeptember 8. | Estadi Ciutat de València, Valencia, Spanyolország   | 86    | Észak-Macedónia     | 4–1  | 5–1         | 2016-os Európa-bajnokság-selejtező |
| 22 | 2014. október 12.   | Stade Josy Barthel, Luxembourg, Luxemburg            | 88    | Luxemburg           | 1–0  | 4–0         | 2016-os Európa-bajnokság-selejtező |
| 23 | 2015. június 14.    | Boríszov Aréna, Bariszav, Fehéroroszország           | 92    | Fehéroroszország    | 1–0  | 1–0         | 2016-os Európa-bajnokság-selejtező |
| 24 | 2016. június 1.     | Red Bull Arena, Salzburg, Ausztria                   | 98    | Dél-Korea           | 1–0  | 6–1         | Barátságos mérkőzés                |
| 25 | 2016. szeptember 1. | Baldvin király Stadion, Brüsszel, Belgium            | 104   | Belgium             | 1–0  | 2–0         | Barátságos mérkőzés                |
| 26 | 2016. szeptember 1. | Baldvin király Stadion, Brüsszel, Belgium            | 104   | Belgium             | 2–0  | 2–0         | Barátságos mérkőzés                |
| 27 | 2016. szeptember 5. | Estadio Reino de León, León, Spanyolország           | 105   | Liechtenstein       | 3–0  | 8–0         | 2018-as világbajnokság-selejtező   |
| 28 | 2016. szeptember 5. | Estadio Reino de León, León, Spanyolország           | 105   | Liechtenstein       | 8–0  | 8–0         | 2018-as világbajnokság-selejtező   |
| 29 | 2017. március 24.   | El Molinón, Gijón, Spanyolország                     | 110   | Izrael              | 1–0  | 4–1         | 2018-as világbajnokság-selejtező   |
| 30 | 2017. március 28.   | Stade de France, Párizs, Franciaország               | 111   | Franciaország       | 1–0  | 2–0         | Barátságos mérkőzés                |
| 31 | 2017. június 7.     | Estadio Nueva Condomina, Murcia, Spanyolország       | 112   | Kolumbia            | 1–0  | 2–2         | Barátságos mérkőzés                |
| 32 | 2017. június 11.    | II. Fülöp Aréna, Szkopje, Macedónia                  | 113   | Észak-Macedónia     | 1–0  | 2–1         | 2018-as világbajnokság-selejtező   |
| 33 | 2017. szeptember 5. | Rheinpark Stadion, Vaduz, Liechtenstein              | 115   | Liechtenstein       | 4–0  | 8–0         | 2018-as világbajnokság-selejtező   |
| 34 | 2017. november 11.  | La Rosaleda, Málaga, Spanyolország                   | 117   | Costa Rica          | 3–0  | 5–0         | Barátságos mérkőzés                |
| 35 | 2017. november 11.  | La Rosaleda, Málaga, Spanyolország                   | 117   | Costa Rica          | 4–0  | 5–0         | Barátságos mérkőzés                |

## Lásd még
- Legalább százszoros válogatott labdarúgók listája